# Собор Івана Хрестителя (Варшава)
Архікафедральна базиліка мучеництва Івана Хрестителя у Варшаві (давніше колегіата святого Івана; пол. Bazylika archikatedralna p.w. Męczeństwa św. Jana Chrzciciela w Warszawie) — один з найстаріших соборів Варшави та одна з найважливіших її архітектурних пам'яток. Головний храм Варшавської архідієцезії Римо-католицької церкви в Польщі.

## Коротка історія

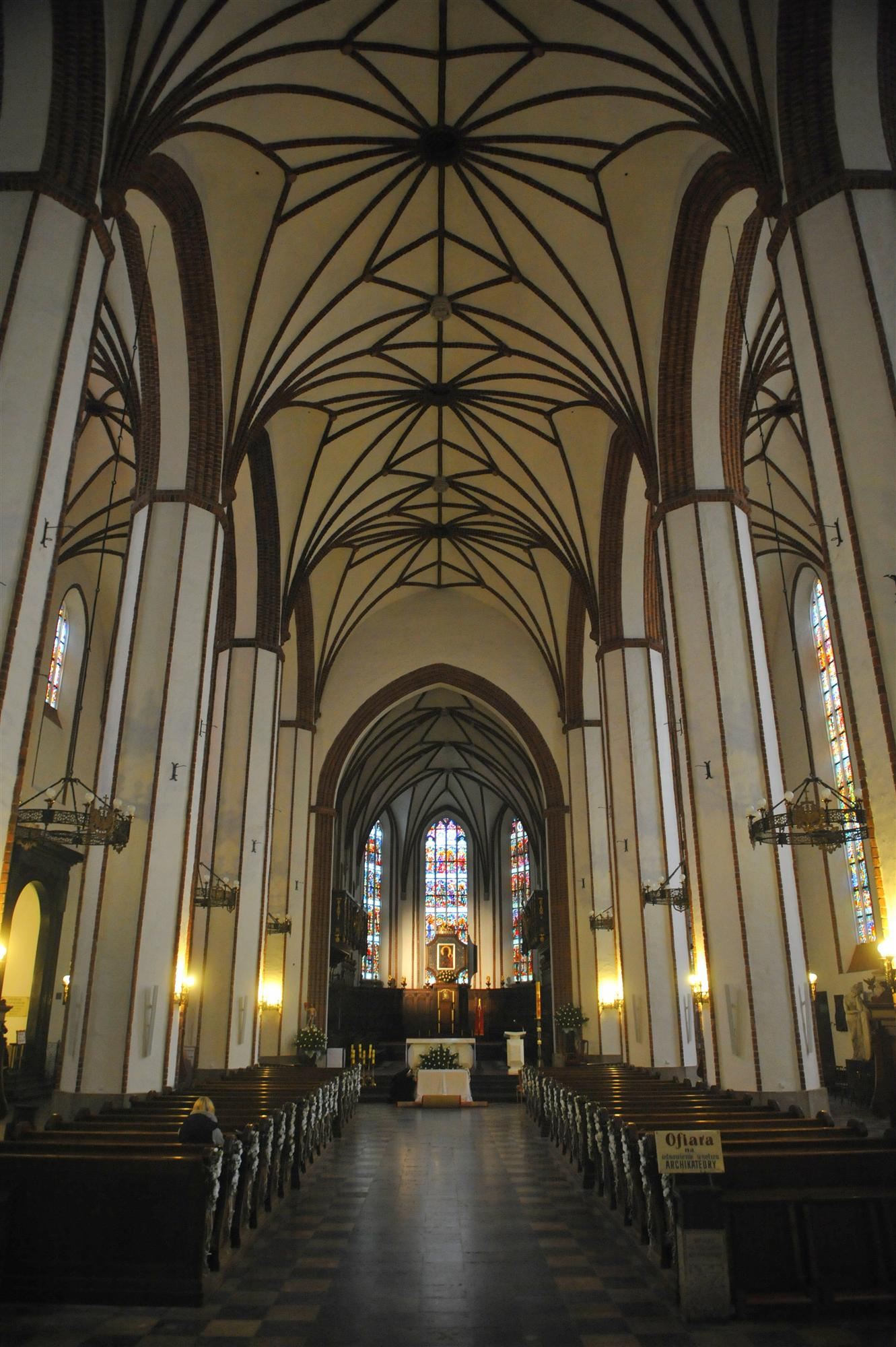
Головна нава

Дослідники висловлюють різні гіпотези щодо чіткої дати появи храму у Варшаві в ХІІІ столітті, коли в місті панували князі з мазовецької гілки П'ястів. Перша документальна згадка про храм у Варшаві походить з 1339 року, коли тодішній парафіяльний костел Усікновення святого Івана Хрестителя став місцем проведення суду делегатами Папи Бенедикта ХІІ. За його вироком, тевтонці зобов'язувались повернути забрані від Польщі землі та заплатити відшкодування.
 1390 року завдяки зусиллям князя Януша Мазовецького тут була збудована цегляна будівля.
За рішенням Папи Боніфація ІХ у 1398—1406 роках парафіяльний костел Усікновення святого Івана Хрестителя став колегіатою. 1406 року князь Януш I Старший (пол. Janusz I Starszy) переніс свою столицю з Черська до Варшави, а Черську колегіату — до парафіяльного костелу Усікновення святого Івана Хрестителя. 4 жовтня 1705 року тут Львівський латинський архієпископ Константій Зелінський провів обряд коронації Станіслава Лещинського.
1798 року з утворенням Варшавського єпископства храм отримав статус кафедрального.
Собор багато разів перебудовувався, в основному у XIX столітті, коли собор набув типових рис англійської готики. В 1944 році храм був майже повністю зруйнований німцями. Реконструйований у 1948—1956 роках, спираючись на початкові плани церкви від XIV століття. Післявоєнний фасад був побудований у стилі так званої надвіслянської готики і орієнтуючись на фасад Домініканського костелу святих апостолів Петра і Павла в Хелмно.

## Місце коронації
У соборі були короновані Цецилія-Рената Австрійська (дружина Владислава IV Вази, 1637), Елеонора Габсбург (1670), Станіслав Лещинський і Катажина Опалінська (1705), Станіслав Август Понятовський (1764).

## Усипальниця
Собор відомий як місце поховання видатних польських діячів, зокрема тут поховані король Станіслав Август Понятовський, князі мазовецькі Станіслав та Януш ІІІ, президенти Габріель Нарутович та Ігнацій Мосцицький, ряд варшавських архиєпископів, а також митці Ігнацій Ян Падеревський — прем'єр-міністрів Польщі, Генрик Сенкевич, Марчелло Бачареллі, мати короля Ґризельда Вишневецька.

## Надгробки
Миколай Вольський разом з матір'ю поставили батьку Станіславові.